# Bernie Nicholls
Bernard "Bernie" Irvine Nicholls, född 24 juni 1961 i Haliburton i Ontario, är en kanadensisk före detta professionell ishockeyspelare som spelade 1127 matcher i Los Angeles Kings, New York Rangers, Edmonton Oilers, New Jersey Devils, Chicago Blackhawks och San Jose Sharks i NHL mellan 1981 och 1999. Nicholls hade sin storhetsperiod på 1980- och 1990-talet och gjorde sin poängmässigt bästa säsong 1988–89 då han gjorde 70 mål, 80 assist för totalt 150 poäng på 79 matcher för Los Angeles Kings. Han var senare i karriären inblandad i bytet som tog Mark Messier från Edmonton Oilers till New York Rangers. Totalt gjorde Nicholls 475 mål, 734 assist och 1209 poäng på 1127 matcher i grundserien och ytterligare 42 mål, 72 assist och 114 poäng på 118 slutspelsmatcher.

## Övrigt
Han medverkar i filmen Sudden Death som sig själv.

## Statistik

### Klubbkarriär
| 1978–79           | Kingston Canadians   | OMJHL             | 2    | 0   | 1   | 1    | 0    | —   | —  | —  | —   | —   |
| 1979–80           | Kingston Canadians   | OMJHL             | 68   | 36  | 43  | 79   | 85   | 3   | 1  | 0  | 1   | 10  |
| 1980–81           | Kingston Canadians   | OHL               | 65   | 63  | 89  | 152  | 109  | 14  | 8  | 10 | 18  | 17  |
| 1981–82           | New Haven Nighthawks | AHL               | 55   | 41  | 30  | 71   | 31   | —   | —  | —  | —   | —   |
| 1981–82           | Los Angeles Kings    | NHL               | 22   | 14  | 18  | 32   | 27   | 10  | 4  | 0  | 4   | 23  |
| 1982–83           | Los Angeles Kings    | NHL               | 71   | 28  | 22  | 50   | 124  | —   | —  | —  | —   | —   |
| 1983–84           | Los Angeles Kings    | NHL               | 78   | 41  | 54  | 95   | 83   | —   | —  | —  | —   | —   |
| 1984–85           | Los Angeles Kings    | NHL               | 80   | 46  | 54  | 100  | 76   | 3   | 1  | 1  | 2   | 9   |
| 1985–86           | Los Angeles Kings    | NHL               | 80   | 36  | 61  | 97   | 78   | —   | —  | —  | —   | —   |
| 1986–87           | Los Angeles Kings    | NHL               | 80   | 33  | 48  | 81   | 101  | 5   | 2  | 5  | 7   | 6   |
| 1987–88           | Los Angeles Kings    | NHL               | 65   | 32  | 46  | 78   | 114  | 5   | 2  | 6  | 8   | 11  |
| 1988–89           | Los Angeles Kings    | NHL               | 79   | 70  | 80  | 150  | 96   | 11  | 7  | 9  | 16  | 12  |
| 1989–90           | Los Angeles Kings    | NHL               | 47   | 27  | 48  | 75   | 66   | —   | —  | —  | —   | —   |
| 1989–90           | New York Rangers     | NHL               | 32   | 12  | 25  | 37   | 20   | 10  | 7  | 5  | 12  | 16  |
| 1990–91           | New York Rangers     | NHL               | 71   | 25  | 48  | 73   | 96   | 5   | 4  | 3  | 7   | 8   |
| 1991–92           | New York Rangers     | NHL               | 1    | 0   | 0   | 0    | 0    | —   | —  | —  | —   | —   |
| 1991–92           | Edmonton Oilers      | NHL               | 49   | 20  | 29  | 49   | 60   | 16  | 8  | 11 | 19  | 25  |
| 1992–93           | Edmonton Oilers      | NHL               | 46   | 8   | 32  | 40   | 40   | —   | —  | —  | —   | —   |
| 1992–93           | New Jersey Devils    | NHL               | 23   | 5   | 15  | 20   | 40   | 5   | 0  | 0  | 0   | 6   |
| 1993–94           | New Jersey Devils    | NHL               | 61   | 19  | 27  | 46   | 86   | 16  | 4  | 9  | 13  | 28  |
| 1994–95           | Chicago Blackhawks   | NHL               | 48   | 22  | 29  | 51   | 32   | 16  | 1  | 11 | 12  | 8   |
| 1995–96           | Chicago Blackhawks   | NHL               | 59   | 19  | 41  | 60   | 60   | 10  | 2  | 7  | 9   | 4   |
| 1996–97           | San Jose Sharks      | NHL               | 65   | 12  | 33  | 45   | 63   | —   | —  | —  | —   | —   |
| 1997–98           | San Jose Sharks      | NHL               | 60   | 6   | 22  | 28   | 26   | 6   | 0  | 5  | 5   | 8   |
| 1998–99           | San Jose Sharks      | NHL               | 10   | 0   | 2   | 2    | 4    | —   | —  | —  | —   | —   |
| OHL, OMJHL totalt | OHL, OMJHL totalt    | OHL, OMJHL totalt | 135  | 99  | 133 | 232  | 194  | 17  | 9  | 10 | 19  | 27  |
| NHL totalt        | NHL totalt           | NHL totalt        | 1127 | 475 | 734 | 1209 | 1292 | 118 | 42 | 72 | 114 | 164 |